# Jonathan Caicedo
Jonathan Kléver Caicedo Cepeda (ur. 28 kwietnia 1993 w prowincji Carchi) – ekwadorski kolarz szosowy.

## Osiągnięcia
Opracowano na podstawie:

2015
- 1. miejsce w mistrzostwach Ekwadoru (jazda indywidualna na czas)
- 3. miejsce w mistrzostwach Ekwadoru (start wspólny)

2016
- 2. miejsce w mistrzostwach Ekwadoru (jazda indywidualna na czas)
- 1. miejsce w mistrzostwach panamerykańskich (start wspólny)
- 1. miejsce na 12. etapie Vuelta Ciclista a Costa Rica

2018
- 2. miejsce w Vuelta a Asturias
  - 1. miejsce w klasyfikacji punktowej
- 3. miejsce w Vuelta a la Comunidad de Madrid

2019
- 1. miejsce w mistrzostwach Ekwadoru (jazda indywidualna na czas)
- 1. miejsce w mistrzostwach Ekwadoru (start wspólny)

2020
- 3. miejsce w Tour Colombia
  - 1. miejsce na 1. etapie (jazda drużynowa na czas)
- 1. miejsce na 3. etapie Giro d’Italia

2022
- 3. miejsce w mistrzostwach Ekwadoru (start wspólny)

## Rankingi
| Rok              | 2015 | 2016 | 2017  | 2018 | 2019 | 2020 | 2021  | 2022 | 2023 | 2024 |
| ---------------- | ---- | ---- | ----- | ---- | ---- | ---- | ----- | ---- | ---- | ---- |
| World Ranking    |      | 287. | 1385. | 388. | 347. | 211. | 1415. | 538. | 373. | 289. |
| UCI Europe Tour  | -    | -    | 1651. | 272. |      |      |       |      |      |      |
| UCI America Tour | 131. | 12.  | 150.  | 128. | 33.  | 16.  | 223.  | 47.  | 35.  | 31.  |
|                  |      |      |       |      |      |      |       |      |      |      |
| Źródło: UCI      |      |      |       |      |      |      |       |      |      |      |